# پارک سو یون
پارک سو یون (کره‌ای: 박서연؛ زادهٔ ۵ مارس ۲۰۰۲) بازیگر اهل کره جنوبی است. او حرفه خود را به عنوان بازیگر کودک در سال ۲۰۱۱ آغاز کرد و از آن زمان تاکنون در فیلم‌ها و مجموعه‌های تلویزیونی ایفای نقش کرده است. او به خاطر تعداد زیادی ایفای نقش در نسخه کودکی بازیگران شناخته می‌شود. او در فیلم ۲۶ سال (۲۰۱۲) بازی کرده است. در سال ۲۰۲۲، او در مجموعه تلویزیونی دیگه وقت نمایشه ایفای نقش کرده است.

## فیلم‌شناسی

### مجموعه تلویزیونی
| سال     | عنوان                                       | نقش                               | توضیحات               | منابع  |
| ------- | ------------------------------------------- | --------------------------------- | --------------------- | ------ |
| ۲۰۱۱    | پیمان هزار روزه                             | جوانی سو یون                      |                       | [ ۶ ]  |
| ۲۰۱۲    | قهرمان                                      | جوانی جانگ چه اوک                 |                       | [ ۶ ]  |
| ۲۰۱۳    | پایان جهان                                  | سو جونگ                           |                       | [ ۷ ]  |
| ۲۰۱۳    | شهر بی‌رحم                                   | جوانی لی کیونگ می                 |                       | [ ۷ ]  |
| ۲۰۱۳    | الهه آتش                                    |                                   | بازیگر مهمان          | [ ۷ ]  |
| ۲۰۱۴    | عشق درخشان                                  | جوانی بیت نا                      |                       | [ ۷ ]  |
| ۲۰۱۴    | جانگ بو ری اینجاست                          | جوانی این هوا                     |                       | [ ۷ ]  |
| ۲۰۱۴    | امتحان الهی ۴                               | جوانی هو یون                      |                       | [ ۷ ]  |
| ۲۰۱۵    | خانه کبودمرغ                                | جوانی هان سون هی                  |                       | [ ۷ ]  |
| ۲۰۱۵    | وکیل طلاق در عشق                            |                                   | بازیگر مهمان          | [ ۷ ]  |
| ۲۰۱۵    | تهیه‌کنندگان                                 | کارآموز جوان                      |                       | [ ۷ ]  |
| ۲۰۱۵    | بازگشت هوانگ گوم بوک                        | جوانی هوانگ گوم بوک               |                       | [ ۷ ]  |
| ۲۰۱۵    | سلام هیولا                                  | دانش آموز مدرسه راهنمایی جا جی آن |                       | [ ۷ ]  |
| ۲۰۱۶    | قول                                         | جوانی لی نا یون / بک دو هی        |                       | [ ۷ ]  |
| ۲۰۱۶    | بانک شکلاتی                                 | جوانی مال نیون                    | مجموعه اینترنتی       | [ ۸ ]  |
| ۲۰۱۶    | عاشق خوش‌شانس                                | یونگ بو نی                        |                       | [ ۸ ]  |
| ۲۰۱۶    | در مسیر                                     | آنی سو / سو اون وو                |                       | [ ۸ ]  |
| ۲۰۱۶–۱۷ | گپ سون ما                                   | جو چو رونگ                        |                       | [ ۹ ]  |
| ۲۰۱۷    | ملکه هفت روزه                               | جوانی یون میونگ هه                |                       | [ ۸ ]  |
| ۲۰۱۷    | درامای ویژه کی‌بی‌اس: داستان عشق کانگ دوک سون | نا هه هیانگ                       | قسمت ۶                | [ ۸ ]  |
| ۲۰۱۸    | بیا غروب را تماشا کنیم                      | جوانی نام هیون جو                 |                       | [ ۸ ]  |
| ۲۰۱۸    | انتقام شیرین ۲                              | جونگ بو را                        |                       | [ ۸ ]  |
| ۲۰۱۸    | سرزمین ستارگان                              | گونگ سو هی                        |                       | [ ۸ ]  |
| ۲۰۱۸    | دوازده شب                                   | جوانی هان یو کیونگ                |                       | [ ۸ ]  |
| ۲۰۱۹    | بانکدار                                     | نو هان سول                        |                       | [ ۸ ]  |
| ۲۰۱۹    | یک هفتهٔ خوب                                 | یو آه ری                          | مجموعه اینترنتی       | [ ۸ ]  |
| ۲۰۱۹–۲۰ | سقوط بر روی تو                              | یونگ دان                          |                       | [ ۸ ]  |
| ۲۰۲۰    | شکارچیان شگفت‌انگیز                          | کیم‌دان اوه                        |                       | [ ۸ ]  |
| ۲۰۲۱    | جن‌گیر چوسان                                 | چه یی                             |                       | [ ۸ ]  |
| ۲۰۲۲    | بد و دیوانه                                 |                                   | حضور افتخاری (قسمت ۸) | [ ۱۰ ] |
| ۲۰۲۲    | دیگه وقت نمایشه                             | کانگ آه روم                       |                       | [ ۵ ]  |